# Доктороу, Эдгар Лоренс
Э́дгар Ло́ренс До́ктороу (англ. Edgar Lawrence Doctorow; 6 января 1931, Бронкс, Нью-Йорк, США — 21 июля 2015, Манхэттен, Нью-Йорк, США) — американский писатель, сценарист и редактор, педагог, лауреат многих профессиональных премий.

## Биография
Родился в Бронксе, в семье детей еврейских эмигрантов из Минской губернии Дэвида Ричарда Доктороу и Роуз Левин. До службы в армии (1953—1955) Доктороу успел окончить Кеньон-колледж в штате Огайо и магистратуру по филологии при Колумбийском университете. В 1956—1959 годах Эдгар Доктороу работал в сценарном отделе студии «Columbia Pictures», в 1959—1964 годах занимал пост старшего редактора в «New American Library», потом пять лет работал главным редактором издательства «Dial Press». С 1969 года он всецело посвятил себя литературной и преподавательской деятельности. В частности, Доктороу был преподавателем в колледже Сары Лоуренс, в Йельской драматической школе, в Принстонском, Калифорнийском и Нью-Йоркском университетах. В 1960 году женился на студентке театрального института Колумбийского университета, Хелен Сетцер, которая родила ему троих детей. В 1984 году писатель стал членом Американской академии искусств и литературы и Национального института искусств и словесности. Доктороу вступил в литературу, опираясь на традиции социально-критического романа США 30-40-х гг., и оставался им верным почти во всех своих последующих произведениях.
Прямая перекличка с социальной проблематикой «великой депрессии» 1930-х годов содержалась уже в первом романе Доктороу — «Welcome to Hard Times». Ещё большей степенью идейно-политической злободневности был отмечен роман «The Book of Daniel», написанный в форме автобиографии молодого человека, родители которого погибли на электрическом стуле, будучи обвиненными в государственной измене. Прозрачные аллюзии сюжета явно намекали на «дело» Этель и Юлиуса Розенбергов, обвинённых в содействии выдаче Советскому Союзу секретов ядерной технологии и казнённых летом 1953 года.
Широкое признание талант Доктороу получил с публикацией романа «Рэгтайм», отвечавшего потребностям американского общества в осмыслении истоков своей современной истории. Период начала XX в., когда получил распространение музыкальный стиль рэгтайм, представал у Доктороу в стереоскопическом изображении, включавшем как судьбы вымышленных персонажей, так и элементы биографий реально существовавших исторических лиц. В числе последних, активными участниками романного действия являются писатель Т. Драйзер, анархистка Эмма Голдман, иллюзионист Гарри Гудини, банкир Джон Пирпонт Морган. Связующим звеном между двумя повествовательными ракурсами становится в романе образ негритянского музыканта, виртуоза рэгтайма Колхауза Уокера. Захватив вместе со своими приверженцами мемориальную библиотеку Моргана, он требовал от городских властей Нью-Йорка не столько возмещения причиненного ему в прошлом материального ущерба, сколько признания за негритянским населением США твердого права на человеческое достоинство.
Идеей преемственности исторических эпох проникнут следующий роман Доктороу, «Loon Lake», в котором писатель сделал ещё одну попытку вхождения в духовно-эмоциональный мир 1930-е годы, или «красного десятилетия».
Автобиографические мотивы, не выходящие за пределы воспоминаний о детстве и раннем юношестве, преобладали в романе «Всемирная выставка», в котором, перед читателем протекает, то ускоряя свой бег, то замедляя, поток воспоминаний мальчика из небогатой еврейской семьи, растущего в 30-е годы в Бронксе, одном из самых непривилегированных районов Нью-Йорка.
Внешняя сюжетная сторона романа «Билли Батгейт», касается Нью-Йорка 30-х годов, эпицентра гангстерских разборок того времени. Без сомнения эпоха играет важную роль в истории, она привносит свой характер, свою атмосферу кипящих трудностей, неприкаянности и отчаянных разборок. Именно эпоха противостоит главному герою — 16-летнему Билли из нищих районов Бронкса. Кажется обычный мальчишка, но если задуматься тот, кому суждено измениться до неузнаваемости, жить в совсем другой Америке — первой среди стран. Удивительна в Билли именно трансформация из Оливера Твиста в нашего современника. В определенный момент перед тобой уже не беспомощный малыш, а самостоятельный, умный человек, полный сил и внутренней энергии жить. Билли тесно связан с Америкой, об этом говорит и кличка, которую он себе взял — Батгейт — название улицы в Бронксе.
Действия романа «Марш» разворачиваются в 1864—1865 годах на фоне Гражданской войны в США. Это реальный марш генерала Шермана, вошедшего в историю тем, что его решительные и жестокие действия склонили победу на сторону северян. Армия Шермана прошла по южным штатам как полчище саранчи, уничтожая всё, что невозможно было унести с собой. В «Марше» нет главного героя. Фокус повествования выхватывает из общей массы то бывшего раба, то армейского доктора, то дочь судьи, то разоренного плантатора. Сквозь всю книгу Доктороу последовательно проводит основную мысль: война — ад. И жить на войне приходится в аду. Только дурак полагает, что война — это романтика, светлые идеи и лозунги с развевающимися знаменами. Что на войне солдаты красиво уходят ввысь, успевая сказать пару бессмертных фраз для потомков. На деле же война это страх и боль. И человек, в которого попало ядро, погибает вовсе не красиво. А раненым, умирающим вповалку на земле около госпитальной палатки, нет никакого дела ни до бессмертных фраз, ни даже до тех лозунгов, под которыми они шли в бой.
В последние годы Доктороу нередко выступает как литературный критик и публицист со статьями программного, литературно-политического и культурологического характера. Некоторые из его работ подобного рода собраны в его книгах эссе «Jack London, Hemingway, and the Constitution: Selected Essays, 1977—1992» и «Creationists: Selected Essays 1993—2006». Его пьеса «Drinks Before Dinner» была поставлена в Нью-Йоркском Шекспировском театре.
В 1969 году начал писать роман «Книга Даниила» («The Book of Daniel», что также означает «Книга пророка Даниила»). В 1983 году роман был экранизирован Сидни Люметом (фильм «Дэниел» («Daniel»).
Три его романа экранизированы, а самая известная книга — «Рэгтайм» — стала бестселлером.
В 1986 году наряду с Мартином Шервином (ведущий), Куртом Воннегутом и Робертом Лифтоном Доктороу был участником с американской стороны в телемосте Москва-Бостон между МГУ имени М. В. Ломоносова и Тафтским университетом по теме «Ядерный век. Культура и бомба». Советскую сторону представляли М. К. Мамардашвили (ведущий), Р. А. Быков, Р. А. Медведев и Ю. А. Левада.
Доктороу скончался 21 июля 2015 года от рака лёгких.

### Романы
- / англ. Welcome to Hard Times (1960)
- / англ. Big As Life (1966)
- / англ. The Book of Daniel (1971)
- «Рэгтайм» / англ. Ragtime (1975, рус. перевод 1978)
- / англ. Loon Lake (1980)
- «Всемирная выставка» / англ. World's Fair (1985, рус. перевод 1990)
- «Билли Батгейт» / англ. Billy Bathgate (1989, рус. перевод 2000)
- «Клоака» / англ. The Waterworks (1994, рус. перевод 1998)
- «Град Божий» / англ. City of God (2000, рус. перевод 2003)
- «Марш» / англ. The March (2005, рус. перевод 2010)
- «Гомер и Лэнгли» / англ. Homer & Langley (2009)
- / англ. Andrew's Brain (2014)

### Повести
- «Жизнь поэтов» / англ. Lives of the Poets (1984, рус. перевод 1990)

### Сборники
- Essays and Conversations (сборник эссе, 1983)
- Lives of the Poets: Six Stories and a Novella (сборник рассказов, 1984)
- Jack London, Hemingway, and the Constitution: Selected Essays, 1977—1992 (сборник эссе, 1995)
- Three Screenplays (сборник киносценариев, 2003)
- Sweet Land Stories (сборник рассказов, 2004)
- Creationists: Selected Essays 1993—2006 (сборник эссе, 2006)
- All The Time In The World: New And Selected Stories (сборник рассказов, 2011)

## Премии и номинации
- Премия Национального круга книжных критиков за роман «Рэгтайм» (1975)
- Номинация на Премию «Небьюла» за роман «Рэгтайм» (1976)
- Номинация на «National Book Critics Circle Award» за роман «Loon Lake» (1980)
- Номинация на «National Book Award» за роман «Loon Lake» (1982)
- Лауреат «National Book Award» за роман «Всемирная выставка» (1986)
- Номинация на «National Book Award» за роман «Билли Батгейт» (1989)
- Премия Национального круга книжных критиков за роман «Билли Батгейт» (1989)
- Номинация на «Pulitzer Prize for Fiction» за роман «Билли Батгейт» (1990)
- Лауреат «PEN/Faulkner Award» за роман «Билли Батгейт» (1990)
- Национальная гуманитарная медаль США (1998)
- Номинация на «National Book Award» за роман «Марш» (2005)
- Премия Национального круга книжных критиков за роман «Марш» (2005)
- Номинация на «Pulitzer Prize for Fiction» за роман «Марш» (2006)
- Лауреат «PEN/Faulkner Award» за роман «Марш» (2006)